# توتوپاکا
توتوپاکا (به اسپانیایی: Tutupaca) یک کوه و آتشفشان چینه‌ای در پرو است که در منطقه تاکنا واقع شده‌است.